# برماميان (بابويي)
برمامیان (بالفارسية: برمامیان) هي قرية تقع في إيران في قسم بابويي الريفي. يقدر عدد سكانها بـ 132 نسمة بحسب إحصاء 2016.